# (20427) 1998 VX44
1998 في أكس 44 (ويعرف أيضًا باسم (20427) 1998 في أكس 44 وفق تسمية الكوكب الصغير) (بالإنجليزية: 1998 VX44)‏ هو كويكب ضمن حزام الكويكبات؛ وترتيبه 20427 من حيث الاكتشاف.
اكتُشف هذا الجُرم الفلكي بواسطة Claes-Ingvar Lagerkvist ‏ في 13 نوفمبر 1998.

## وصلات خارجية
- (20427) 1998 VX44 في قاعدة بيانات مختبر الدفع النفاث لأجرام النظام الشمسي الصغيرة

- الاكتشاف · مخطط المدار ·  العناصر المدارية · المعلمات المادية

- (20427) 1998 VX44 على موقع ويكي سكاي: DSS2, SDSS, GALEX, IRAS, Hydrogen α, X-Ray, Astrophoto, Sky Map, Articles and images